# 吉野彰
吉野彰（日语：／ Yoshino Akira ?，1948年1月30日—），日本化學家，福井謙一的再傳弟子，現任旭化成研究員、名城大學教授。紫綬褒章表彰。
吉野是現代锂离子电池（LIB）的發明者，曾獲得工程學界最高榮譽全球能源獎與查尔斯·斯塔克·德雷珀奖，並獲得2019年諾貝爾化學獎。

## 生平
1948年出生於日本大阪府吹田市。因憧憬量子化學權威、日本首位諾貝爾化學獎得主福井謙一而考入京都大學工學部石油化學科，接受福井教授指導，並於1970年畢業。1972年獲工學碩士學位（京都大學），2005年獲工学博士學位（論文博士，大阪大學）。
1972年吉野進入旭化成工業株式會社（現·旭化成株式會社），1994年擔任AT&T技術開發部長，1997年擔任旭化成（株）離子二次電池事業推進室室長，2003年升任旭化成研究员。2005年至今擔任旭化成（株）吉野研究室室長。

## 發明現代鋰電池
1980年代，因應手機與筆記型電腦進入全球發展期，「高容量小型可充電電池」成為迫切需求。吉野彰於1981年著手研究，挑戰聚乙炔鋰電池難以克服的體積大、不穩定問題。值得一提的是，聚乙炔導電化合物的日本發現者白川英樹後來獲得了2000年諾貝爾化學獎。
1983年，吉野運用鈷酸鋰（LiCoO2；鋰和氧化鈷的化合物，由約翰·B·古迪納夫、水島公一等人發現）開發陰極，運用聚乙炔開發陽極，在1983年製出世界第一個可充電锂离子电池的原型。1985年克服諸多技術問題，徹底消除金屬鋰，確立了可充電含鋰鹼性鋰離子電池（LIB）的基本概念，並取得日本註冊專利。
吉野彰的鋰電池突破以往鎳氫電池的技術限制，開啟了行動電子設備的革命。由於極高的安全性、穩定的能量輸出以及合理的價格，鋰離子電池最終於1991年由SONY的西美緒團隊首次商業化。
2014年，美国国家工程院公认约翰·B·古迪纳夫、西美緒、拉奇德·雅扎米和吉野彰为現代锂离子电池所做的先驱性和领先性的基础工作。在日本媒體的預測中，吉野彰被看好角逐諾貝爾獎。

## 榮譽
- 1998年：化學技術獎（日本化学会）
- 1999年：Technical Award of Battery Division（美國電氣化學會（日语：電気化学会））
- 2001年：市村產業獎功績獎（市村獎（日语：市村賞））
- 2001年：関東地方発明表彰文部科学大臣發明獎勵獎（發明協會（日语：発明協会））
- 2002年：全國發明表彰（日语：全国発明表彰）文部科学大臣發明獎（發明協會）
- 2003年：文部科学大臣賞科学技術功労者（文部科學省）
- 2011年：山崎貞一獎（日语：山崎貞一賞）（材料科學技術振興財團（日语：材料科学技術振興財団））[9]。
- 2011年：C&C獎（日语：C&C賞）（NEC）[10]。
- 2012年：IEEE Medal for Environmental and Safety Technologies（美國IEEE）[11]。
- 2013年：全球能源獎（英语：Global Energy Prize）（俄羅斯）[2]（日本人最初）
- 2014年：查尔斯·斯塔克·德雷珀奖（美国国家工程学院）[12]
- 2018年：日本國際獎[13]
- 2019年：歐洲發明家大獎（英语：European Inventor Award）[14]
- 2019年：諾貝爾化學獎[15]

### 日本勋章奖章
- 紫綬褒章（2004年）
- 文化勋章（2019年11月3日公布[16]）

## 论文

### 学位論文
- . 博士学位論文（乙第9021号）. 大阪大学. 2005-03-25.

### 論文・解説
- 「炭素材料が電池負極になるまで」、『炭素』第186号、1999年、45-49頁。
- 「リチウムイオン二次電池の開発と最近の技術動向」、『日本化学会誌』2000年第8号、2000年、523-534頁[a]。
- 「新春特集 電池技術から」、『繊維学会誌』第66巻第1号、2010年、2-3頁。

## 外部連結
- 吉野彰個人檔案